# Onesia pterygoides
Onesia pterygoides este o specie de muște din genul Onesia, familia Calliphoridae, descrisă de Lu et Fan în anul 1981. Conform Catalogue of Life specia Onesia pterygoides nu are subspecii cunoscute.